# Kvalifikace na Mistrovství světa ve fotbale 2002 (UEFA) – skupina 4
Zápasy této kvalifikační skupiny na Mistrovství světa ve fotbale 2002 se konaly v letech 2000 a 2001. Ze šesti účastníků si postup na závěrečný turnaj vybojoval vítěz skupiny. Celek na druhém místě hrál baráž.

## Tabulka
| Tým         | Z  | V | R | P | GV | GI | +/- | B  |
| ----------- | -- | - | - | - | -- | -- | --- | -- |
| Švédsko     | 10 | 8 | 2 | 0 | 20 | 3  | 17  | 26 |
| Turecko     | 10 | 6 | 3 | 1 | 18 | 8  | 10  | 21 |
| Slovensko   | 10 | 5 | 2 | 3 | 16 | 9  | 7   | 17 |
| Makedonie   | 10 | 1 | 4 | 5 | 11 | 18 | -7  | 7  |
| Moldavsko   | 10 | 1 | 3 | 6 | 6  | 20 | -14 | 6  |
| Ázerbájdžán | 10 | 1 | 2 | 7 | 4  | 17 | -13 | 5  |

## Zápasy
| 2. září 2000                        |          |                      |                                       |
| Turecko                             | 2 – 0    | Moldavsko            | Ali Sami Yen, Istanbul diváci: 17 600 |
| Okan Buruk 45+1' Emre Belözoğlu 75' | (Report) | Serghei Epureanu 17' | Ali Sami Yen, Istanbul diváci: 17 600 |

| 2. září 2000                        |          |                    |                                      |
| Ázerbájdžán                         | 0 – 1    | Švédsko            | Tofik Bakhramov, Baku diváci: 15 000 |
| Ramiz Mamedov 39' Kamal Guliyev 70' | (Report) | Anders Svensson 9' | Tofik Bakhramov, Baku diváci: 15 000 |

| 3. září 2000                |          |                        |                                        |
| Slovensko                   | 2 – 0    | Makedonie              | Tehelné pole, Bratislava diváci: 4 011 |
| Igor Bališ 3' Igor Demo 74' | (Report) | Dragan Veselinoski 21' | Tehelné pole, Bratislava diváci: 4 011 |

| 6. října 2000                               |          |                     |                                           |
| Makedonie                                   | 3 – 0    | Ázerbájdžán         | Stadium Kota Skopje, Skopje diváci: 3 500 |
| Ǵorǵi Hristov 34' 45' 55' Arzden Bekiri 75' | (Report) | Mahmud Qurbanov 29' | Stadium Kota Skopje, Skopje diváci: 3 500 |

| 7. října 2000                                                    |          |                                                                        |                                     |
| Švédsko                                                          | 1 – 1    | Turecko                                                                | Nya Ullevi, Göteborg diváci: 42 152 |
| Fredrik Ljungberg 33' Henrik Larsson 69' Karl Corneliusson 90+3' | (Report) | Fatih Akyel 9' Muzzy Izzet 33' Bülent Korkmaz 90' Tayfur Havutçu 90+2' | Nya Ullevi, Göteborg diváci: 42 152 |

| 7. října 2000                                    |          |                                         |                                           |
| Moldavsko                                        | 0 – 1    | Slovensko                               | Stadium Republikan, Kišiněv diváci: 3 500 |
| Alexandru Curtianu 61' Vladimir Gaidamasciuc 69' | (Report) | Vladimír Leitner 27' Szilárd Németh 79' | Stadium Republikan, Kišiněv diváci: 3 500 |

| 11. října 2000                                                                   |          |                               |                                      |
| Ázerbájdžán                                                                      | 0 – 1    | Turecko                       | Tofik Bakhramov, Baku diváci: 24 000 |
| Bakhtiyar Musayev 29' Mahmud Qurbanov 42' Zaur Tagizade 50' Ilham Yadullayev 53' | (Report) | Suat Kaya 64' Hakan Şükür 73' | Tofik Bakhramov, Baku diváci: 24 000 |

| 11. října 2000 |          |                                           |                                           |
| Moldavsko      | 0 – 0    | Makedonie                                 | Stadium Republikan, Kišiněv diváci: 3 000 |
|                | (Report) | Marjan Gerasimovski 40' Ǵorǵi Hristov 83' | Stadium Republikan, Kišiněv diváci: 3 000 |

| 11. října 2000                        |          |         |                                         |
| Slovensko                             | 0 – 0    | Švédsko | Tehelné pole, Bratislava diváci: 11 227 |
| Marián Šuchančok 30' Peter Dzúrik 52' | (Report) |         | Tehelné pole, Bratislava diváci: 11 227 |

| 24. března 2001                          |          |                                                                                      |                                     |
| Švédsko                                  | 1 – 0    | Makedonie                                                                            | Nya Ullevi, Göteborg diváci: 22 106 |
| Anders Svensson 43' Tobias Linderoth 56' | (Report) | Dragan Veselinoski 28' Goran Lazarevski 31' Igor Mitreski 40' Srdjan Zaharievski 50' | Nya Ullevi, Göteborg diváci: 22 106 |

| 24. března 2001                             |          |                                                              |                                      |
| Ázerbájdžán                                 | 0 – 0    | Moldavsko                                                    | Tofik Bakhramov, Baku diváci: 20 000 |
| Farrukh Ismaylov 67', 78' Zaur Tagizade 90' | (Report) | Evgheni Hmaruc 14' Serghei Epureanu 53', 70' Radu Rebeja 90' | Tofik Bakhramov, Baku diváci: 20 000 |

| 24. března 2001                    |          |                      |                                       |
| Turecko                            | 1 – 1    | Slovensko            | Ali Sami Yen, Istanbul diváci: 22 000 |
| Hakan Şükür 55' Bülent Korkmaz 79' | (Report) | Róbert Tomaschek 68' | Ali Sami Yen, Istanbul diváci: 22 000 |

| 28. března 2001                                                                                  |          |                                                              |                                   |
| Slovensko                                                                                        | 3 – 1    | Ázerbájdžán                                                  | FC Spartak, Trnava diváci: 10 000 |
| Szilárd Németh 1' 10' Ľubomír Meszároš 57' Vladimír Labant 77' Attila Pinte 79' Marek Ujlaky 89' | (Report) | Vadim Vasilyev 3' Dmitriy Kramarenko 43' Emin Agaev 53', 78' | FC Spartak, Trnava diváci: 10 000 |

| 28. března 2001                                                                  |          |                                                                              |                                           |
| Makedonie                                                                        | 1 – 2    | Turecko                                                                      | Stadium Kota Skopje, Skopje diváci: 8 000 |
| Toni Micevski 20' 70' Igor Mitreski 41' Goran Lazarevski 63' Goce Sedloski 90+3' | (Report) | Ogün Temizkanoğlu 20' Okan Buruk 63' Igor Mitreski 68' (vl.) Ümit Davala 69' | Stadium Kota Skopje, Skopje diváci: 8 000 |

| 28. března 2001        |          |                        |                                           |
| Moldavsko              | 0 – 2    | Švédsko                | Stadium Republikan, Kišiněv diváci: 7 000 |
| Alexandr Covalenco 80' | (Report) | Marcus Allbäck 86' 90' | Stadium Republikan, Kišiněv diváci: 7 000 |

| 2. června 2001         |          |           |                               |
| Švédsko                | 2 – 0    | Slovensko | Rasunda, Solna diváci: 34 320 |
| Marcus Allbäck 45' 52' | (Report) |           | Rasunda, Solna diváci: 34 320 |

| 2. června 2001                                        |          |                                                                                         |                                           |
| Makedonie                                             | 2 – 2    | Moldavsko                                                                               | Stadium Kota Skopje, Skopje diváci: 2 000 |
| Arteam Šakiri 20' Igor Nikolovski 41' Mile Krstev 64' | (Report) | Serghei Pogreban 10' Denis Romanenco 19' Ruslan Barburos 74' Adrian Sosnovschi 77', 90' | Stadium Kota Skopje, Skopje diváci: 2 000 |

| 2. června 2001                                               |          |                   |                                         |
| Turecko                                                      | 3 – 0    | Ázerbájdžán       | Besiktas Inönü, Istanbul diváci: 17 386 |
| Tayfun Korkut 1' 34' Emre Belözoğlu 15' Oktay Derelioğlu 29' | (Report) | Kamal Guliyev 15' | Besiktas Inönü, Istanbul diváci: 17 386 |

| 6. června 2001                                                |          |                                       |                                              |
| Ázerbájdžán                                                   | 2 – 0    | Slovensko                             | Stadium Tofik Bakhramov, Baku diváci: 10 000 |
| Vadim Vasilyev 27' Zaur Tagizade 36' 65' Ilham Yadullayev 61' | (Report) | Peter Dzurik 76' Róbert Tomaschek 81' | Stadium Tofik Bakhramov, Baku diváci: 10 000 |

| 6. června 2001                                                                                  |          |                                              |                                     |
| Švédsko                                                                                         | 6 – 0    | Moldavsko                                    | Nya Ullevi, Göteborg diváci: 30 233 |
| Henrik Larsson 38' (pen.) 57' 67' (pen.) 80' (pen.) Niclas Alexandersson 74' Marcus Allbäck 77' | (Report) | Alexandr Covalenco 37' Serghei Cleşcenco 64' | Nya Ullevi, Göteborg diváci: 30 233 |

| 6. června 2001                              |          | |                               |
| Turecko                                     | 3 – 3    | Makedonie                                                                                            | Ataturk, Bursa diváci: 18 000 |
| Emre Belözoğlu 34' Alpay Özalan 43' 57' 75' | (Report) | Mile Krstev 5', 48' Arteam Šakiri 7' Žarko Serafimovski 9' 19' Igor Mitreski 50' Igor Nikolovski 63' | Ataturk, Bursa diváci: 18 000 |

| 1. září 2001                                                                  |          |                                                         |                                           |
| Moldavsko                                                                     | 2 – 0    | Ázerbájdžán                                             | Stadium Republikan, Kišiněv diváci: 4 800 |
| Serghei Cleşcenco 19' Vadim Boret 71' Victor Berco 87' Alexandr Covalenco 88' | (Report) | Kamal Guliyev 47' Mekhman Yunusov 70' Ramiz Mamedov 71' | Stadium Republikan, Kišiněv diváci: 4 800 |

| 1. září 2001                         |          |                                                        |                                        |
| Slovensko                            | 0 – 1    | Turecko                                                | Tehelné pole, Bratislava diváci: 8 783 |
| Attila Pinte 50' Miroslav Karhan 89' | (Report) | Hakan Şükür 34' Ogün Temizkanoğlu 63' Alpay Özalan 89' | Tehelné pole, Bratislava diváci: 8 783 |

| 1. září 2001                                                                                     |          |                                                             |                                           |
| Makedonie                                                                                        | 1 – 2    | Švédsko                                                     | Stadium Kota Skopje, Skopje diváci: 8 000 |
| Igor Mitreski 55' Zoran Jovanovski 64' Dragan Načevski 63' Panče Stojanov 69' Stojan Ignatov 84' | (Report) | Henrik Larsson 28' Patrik Andersson 33' Anders Svensson 58' | Stadium Kota Skopje, Skopje diváci: 8 000 |

| 5. září 2001                                            |          |                                                                                       |                                    |
| Ázerbájdžán                                             | 1 – 1    | Makedonie                                                                             | Stadium Shafab, Baku diváci: 4 100 |
| Emin Quliyev 59' Kamal Guliyev 82' Farrukh Ismaylov 90' | (Report) | Vančo Trajanov 12' 47' Goran Stavrevski 36' Panče Stojanov 51' Žarko Serafimovski 75' | Stadium Shafab, Baku diváci: 4 100 |

| 5. září 2001                                                                              |          |                                                               |                                       |
| Slovensko                                                                                 | 4 – 2    | Moldavsko                                                     | FK Ozeta Dukla, Trencin diváci: 3 000 |
| Stanislav Varga 8' Péter Németh 54' Szilárd Németh 59' Igor Demo 64' 70' Igor Bališ 90+3' | (Report) | Serghei Cleşcenco 11' 17' Vadim Boret 56' Radu Rebeja 76' 78' | FK Ozeta Dukla, Trencin diváci: 3 000 |

| 5. září 2001                  |          |                                                                 |                                       |
| Turecko                       | 1 – 2    | Švédsko                                                         | Ali Sami Yen, Istanbul diváci: 22 000 |
| Hakan Şükür 51' Ümit Özat 81' | (Report) | Patrik Andersson 73' Henrik Larsson 87' Andreas Andersson 90+1' | Ali Sami Yen, Istanbul diváci: 22 000 |

| 6. října 2001    |          |                                                               |                                           |
| Moldavsko        | 0 – 3    | Turecko                                                       | Stadium Republikan, Kišiněv diváci: 5 000 |
| Victor Berco 73' | (Report) | Emre Aşık 8' Hasan Şaş 38' Nihat Kahveci 79' İlhan Mansız 83' | Stadium Republikan, Kišiněv diváci: 5 000 |

| 7. října 2001                                                        |          |                                      |                               |
| Švédsko                                                              | 3 – 0    | Ázerbájdžán                          | Rasunda, Solna diváci: 32 786 |
| Anders Svensson 52' Henrik Larsson 60' (pen.) Zlatan Ibrahimović 69' | (Report) | Zaur Tagizade 15' Rashad Sadygov 68' | Rasunda, Solna diváci: 32 786 |

| 7. října 2001     |          |                                                                                            |                                           |
| Makedonie         | 0 – 5    | Slovensko                                                                                  | Stadium Kota Skopje, Skopje diváci: 3 000 |
| Igor Mitreski 53' | (Report) | Ľubomír Reiter 28' 30' Peter Dzúrik 56' Péter Németh 72' Attila Pinte 80' Tomáš Oravec 89' | Stadium Kota Skopje, Skopje diváci: 3 000 |